# Pierre Alechinsky
Pierre Alechinsky (Brussel·les, 19 d'octubre de 1927) és un pintor i gravador belga. La seva obra reuneix característiques de l'expressionisme i el surrealisme.

## Biografia

### Joventut
Entre 1944 i 1948, Alechinsky estudia a l'École Nationale Superieure d'Architecture et des Arts Décoratifs de la Cambre a Brussel·les, mostrant especial interès per les tècniques d'il·lustració de llibres i per la tipografia. Durant aquesta època descobreix l'obra de Henri Michaux, de Jean Dubuffet i dels surrealistes. Comença a pintar el 1947 i es relaciona amb artistes com Louis van Lint, Jan Cox, i Marc Mendelson.

### Trajectòria
Va conèixer per aquella època el poeta Christian Dotremont, un dels membres fundadors del grup CoBrA -grup que va prendre el nom de les inicials de les seves ciutats d'origen Copenhaguen, Brussel·les i Amsterdam, que va actuar de 1948 a 1951.
Participa així mateix en la primera exposició internacional del grup a Amsterdam. Comença a treballar en llenços col·laborant amb Karel Appel i d'altres membres. Després de la dissolució del grup es trasllada a París el 1951, on estudia tècniques de gravat, i entrà en contacte amb diversos surrealistes. Va conèixer Alberto Giacometti, Bram van Velde, Victor Brauner i el cal·ligrafista japonès Shiryu Morita. És també a París on presenta la seva primera exposició en solitari el 1954.
Al voltant de 1960, mostra les seves obres a Londres, Berna i a la Biennal de Venècia, i posteriorment a Pittsburgh, Nova York, Amsterdam i Silkeborg. Tan bon punt la seva fama ha anat creixent a nivell internacional, ha treballat amb Wallace Ting, sempre mantenint estrets vincles amb Christian Dotremont així com amb André Breton.
La seva reputació internacional va continuar al llarg dels anys 70 i el 1983 va entrar com a professor de pintura a l'Escola nacional superior de Belles Arts de París. El 1994 li va ser concedit el títol de Doctor honoris causa de la Universitat Lliure de Brussel·les. Al museu a l'aire lliure Middelheim a Anvers s'inaugura una obra momumental representant set llibres oberts amb d'un costat un dibuix de Pierre Alechinsky i de l'altre costat poemes de le seu ami, l'escriptor Hugo Claus. Un any després, el 1995 un dels seus dissenys va ser imprès en els segells de Bèlgica.
Alechinsky viu actualment a Bougival, França, on segueix pintant i fent gravats i il·lustracions per a llibres.

## Anàlisi
Alechinsky posseeix un vigorós estil, expressiu i proper a l'abstracció, des de mitjans dels anys seixanta, prefereix treballar amb materials més immediats i fluids que la pintura a l'oli, com la tinta o els acrílics.
Alechinsky ha realitzat nombroses exposicions a Europa així com a Amèrica. La seva exposició més recent ha estat una retrospectiva organitzada pel Musées Royaux des Beaux-Arts de Bèlgica, el 2007.
A Catalunya es pot veure obra seva al MACBA de Barcelona.